# Limonium majoricum
Limonium majoricum är en triftväxtart som beskrevs av Sandro Alessandro Pignatti. Limonium majoricum ingår i släktet rispar, och familjen triftväxter. Inga underarter finns listade i Catalogue of Life.